# Charles Renauldon
Charles Renauldon (16 février 1757 - Grenoble ✝ 22 août 1824 - Grenoble), est un homme politique français du XIXe siècle.

## Biographie

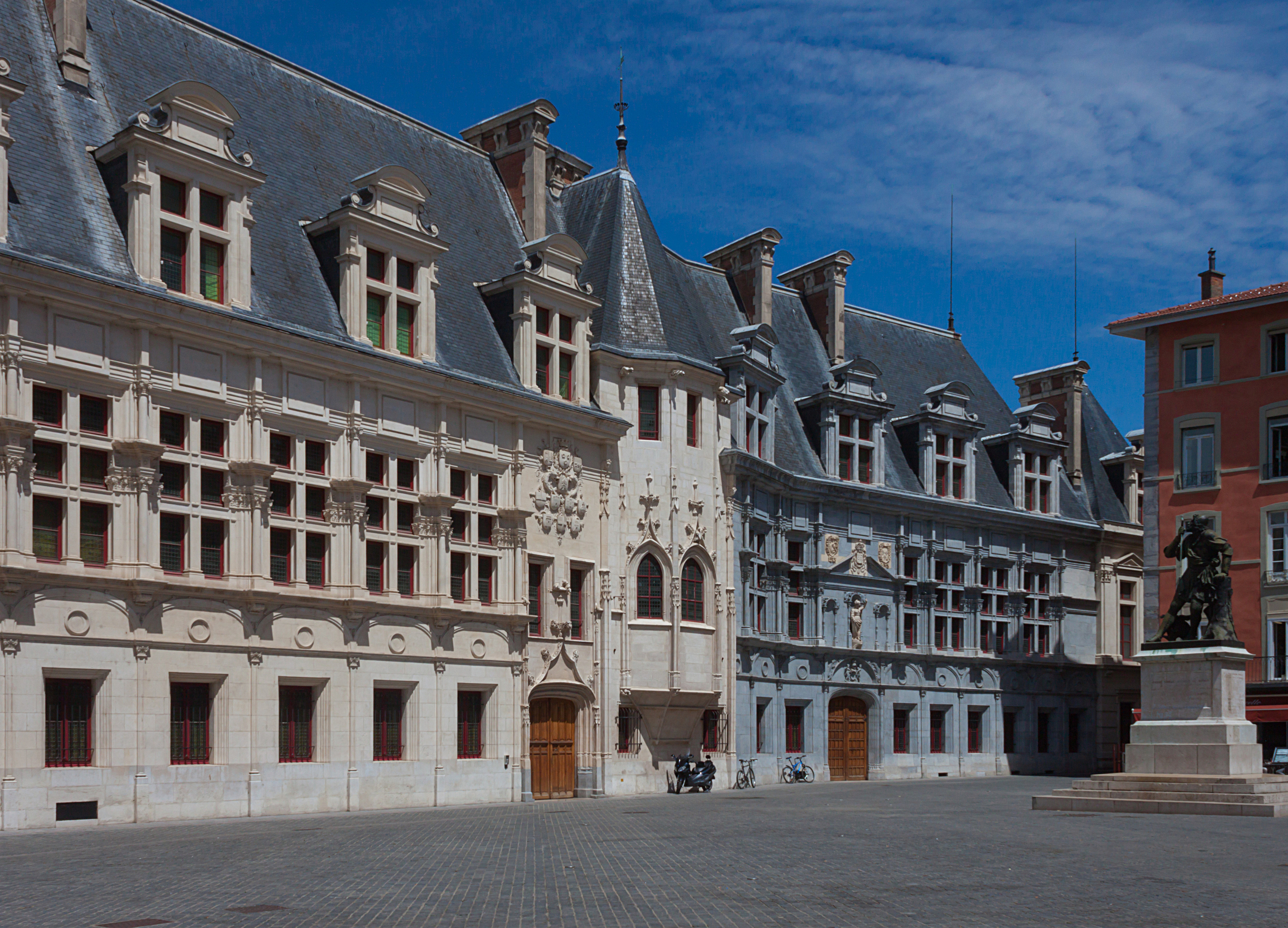
Palais du parlement du Dauphiné.

Né à Grenoble, Charles Renauldon est issu d'une famille d'ancienne bourgeoisie du Berry. Son père, ingénieur pour le roi dans les ponts et chaussées du Dauphiné, a quitté sa ville natale d'Issoudun pour s'établir à Grenoble.
Après avoir fait ses études de droit à l'Université d'Orange, il se fait recevoir avocat au barreau du Parlement du Dauphiné (Grenoble), le 16 juillet 1778. Il entre à la mairie de Grenoble en qualité de membre du corps municipal en 1795.
Il est nommé maire de Grenoble par arrêté du Premier Consul en date du 28 fructidor an VIII (15 septembre 1800), en remplacement de Louis Royer, non acceptant. Il est installé le 15 octobre suivant.
À la suite de la crise qui touche l'activité gantière pendant la Révolution française, une caisse de bienfaisance, la mutuelle d'entraide des gantiers grenoblois, est créé en 1803 pour secourir « ceux de leurs confrères qui seraient dans le besoin ». Charles Renauldon rédige en partie ses statuts, et reçoit l'accord du gouvernement grâce à Joseph Fourier, préfet de l'Isère. La même année, il est proposé candidat au Corps législatif par le collège électoral de Grenoble.
Le 2 décembre 1804 à Notre-Dame de Paris, il assista, en qualité de maire de l'une des « trente-six bonnes villes de France », à la cérémonie du sacre de Napoléon Ier.
Chevalier de la Légion d'honneur en février 1805, il lui est accordé par la suite le titre de baron de l'Empire. L'année suivante, il apporte une aide précieuse à l'évêque de Grenoble, Claude Simon, dans l'installation d'un grand Séminaire, en lui accordant la jouissance des locaux de l'ancien Couvent des Minimes de Grenoble rue du Vieux Temple et en lui fournissant de nombreux livres.
Renauldon assiste en 1810 au mariage de Napoléon avec Marie-Louise d’Autriche. La même année, il assiste après plusieurs années de démarches à l'ouverture du cimetière Saint-Roch.
En août 1810, le Baron Fourier, préfet de l'Isère, reçoit une lettre du Comte de Montalivet, ministre de l'Intérieur, pour lui demander s'il existe des Gardes d'honneur dans son département. Le brave préfet répondit que trois ans auparavant, il avait autorisé la formation d'une garde à Vienne (Isère), mais que c'était là ses seuls effectifs. Le 25 mai 1811, quelques habitants de « la bonne ville de Grenoble » demandèrent l'autorisation de se former en Garde d'honneur, ce que le ministre, puis le préfet autorisèrent de concert, en demandant au Maire, M. Renauldon, de présider une commission qui se chargerait de son organisation.
Le 13 mai 1815, le grand collège de l'Isère élit le maire de Grenoble représentant à la Chambre des Cent-Jours.

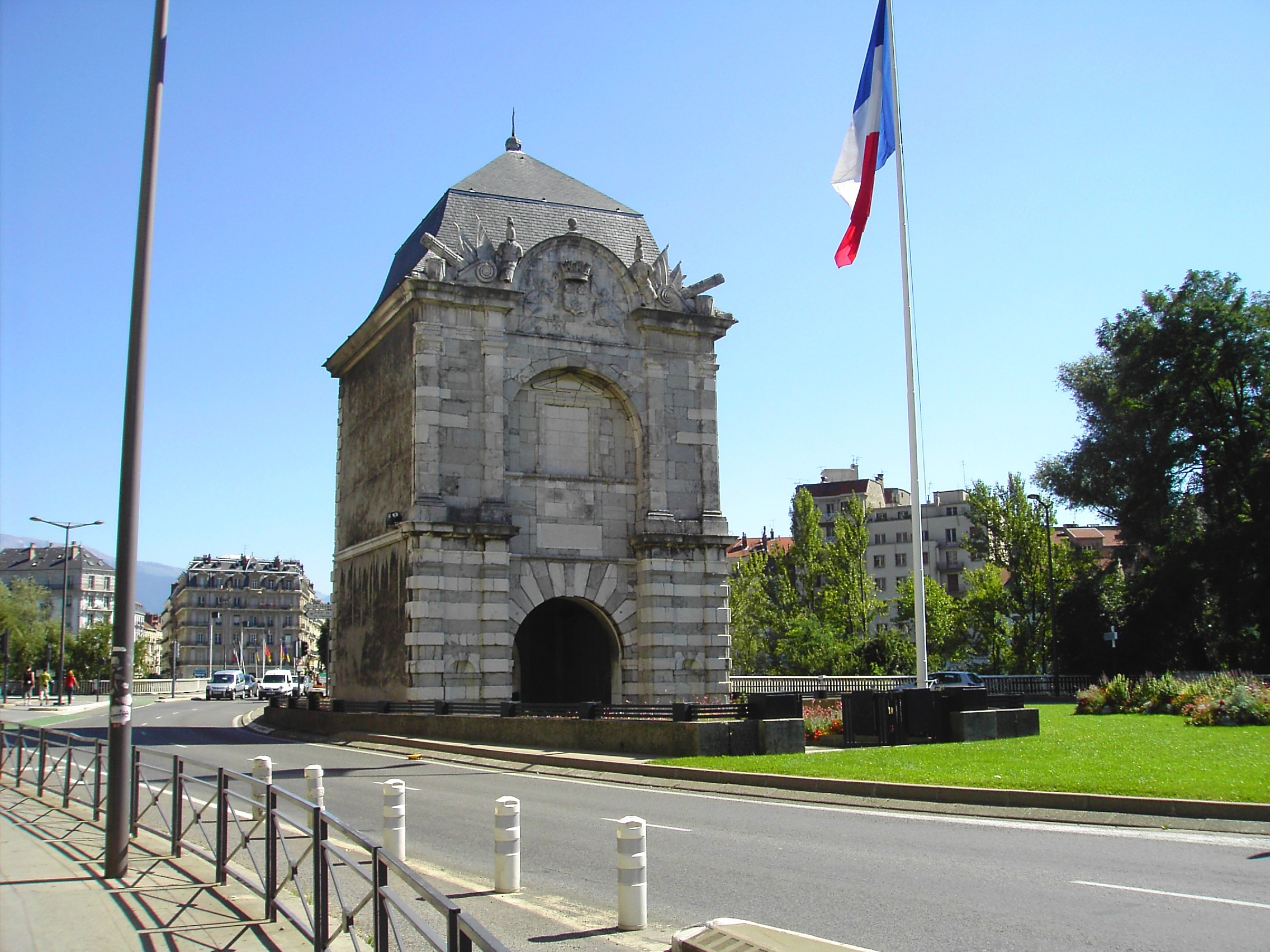
La Porte de France à Grenoble.

Renauldon laisse à Grenoble de nombreux souvenirs de son administration habile. C'est en effet durant sa très longue magistrature qu'ont été créées des soupes populaires pour les malheureux, que la halle aux grains fut installée dans l'ancienne église des Dominicains, que fut tracée et plantée la belle promenade de l'Esplanade de la Porte de France, que l'on perça la rue des Récollets et que le corps des sapeurs-pompiers fut réorganisé. On lui doit encore les premiers essais de pavage des rues, de sensibles améliorations dans l'éclairage public et la propreté des rues, de grandes réparations aux digues du Drac, à l'hôtel et au jardin de ville.
Mais l'institution à laquelle le nom de Renauldon restera particulièrement attaché est celle des sociétés de secours mutuels. Dès sa création en 1803 et tout au long de son organisation, il ne cessa d'apporter constamment son concours bienveillant. Charles Renauldon mourut à Grenoble le 22 mars 1824. À ses obsèques, 3 000 ouvriers se disputèrent l'honneur de porter son cercueil. La municipalité de Grenoble reconnaissante donna son nom à l'une de ses rues.

## Fonctions
- Avocat au barreau du Parlement du Dauphiné (Grenoble) (16 juillet 1778) ;
- Membre du corps municipal (1795) ;
- Maire de Grenoble (15 septembre 1800 - avril 1815) ;
- représentant de l'Isère à la Chambre des Cent-Jours (13 mai 1815 - août 1815).

## Titres
- 1er Baron Renauldon et de l'Empire (1810).

Titre éteint avec son fils, mort sans postérité en 1860.

## Distinctions
- Chevalier de la Légion d'honneur (février 1805) ;
- La municipalité de Grenoble reconnaissante donna, le nom de Renauldon à l'une de ses rues.

## Règlement d'armoiries
« Coupé : au I, parti d'azur à 3 étoiles d'or et du quartier des barons maires de l'Empire ; au II, d'argent à la bande de gueules, chargée de la croix de la Légion d'honneur. »